# Phạm Cô Gia
Phạm Cô Gia (1900-2005) là lão võ sư chưởng môn Phạm Gia võ phái.

## Cuộc đời sự nghiệp
Bà sinh ra tại Sài Gòn, trong một gia đình gốc Huế, có truyền thống thượng võ lâu đời. Cha của bà là cố võ sư Phạm Tăng Đại. Bà tập võ từ bé. Từ năm 17 tuổi, ngoài các kỹ thuật của cha dạy cho, bà bắt đầu học thêm các kỹ thuật của các võ phái khác.
Năm 1940, bà kết hợp các tinh hoa từ võ học gia đình, võ học cổ truyền và từ sáng tạo riêng mình để lập nên võ phái Phạm Gia. Năm 1945, bà tham gia kháng chiến chống Pháp, vừa dạy võ để che mắt quân Pháp vừa làm nhiệm vụ một lính biệt động thành. Bà bị đối phương bắt giam 12 lần, cả 12 lần bà đều vượt ngục thành công.
Năm 1990, khi Liên đoàn Võ thuật cổ truyền Việt Nam thành lập, bà gia nhập làng võ thuật Việt Nam với vai trò là thành viên Ban Cố vấn đầu tiên của Liên đoàn. Sau đó, bà trở thành Trưởng ban Cố vấn Liên đoàn kiêm thành viên ban Cố vấn Hội võ thuật cổ truyền thành phố Hồ Chí Minh khi đã ngoài trăm tuổi. Bà mất năm 2005 vì bệnh, bà thọ 105 tuổi.
Theo những kỷ lục Guinness Việt Nam, Phạm Cô Gia là võ sư cao tuổi nhất nước này.